# Barra do Choça
Barra do Choça est une municipalité brésilienne de l'État de Bahia et la microrégion de Vitória da Conquista.